# Arquipélago – Centro de Artes Contemporâneas

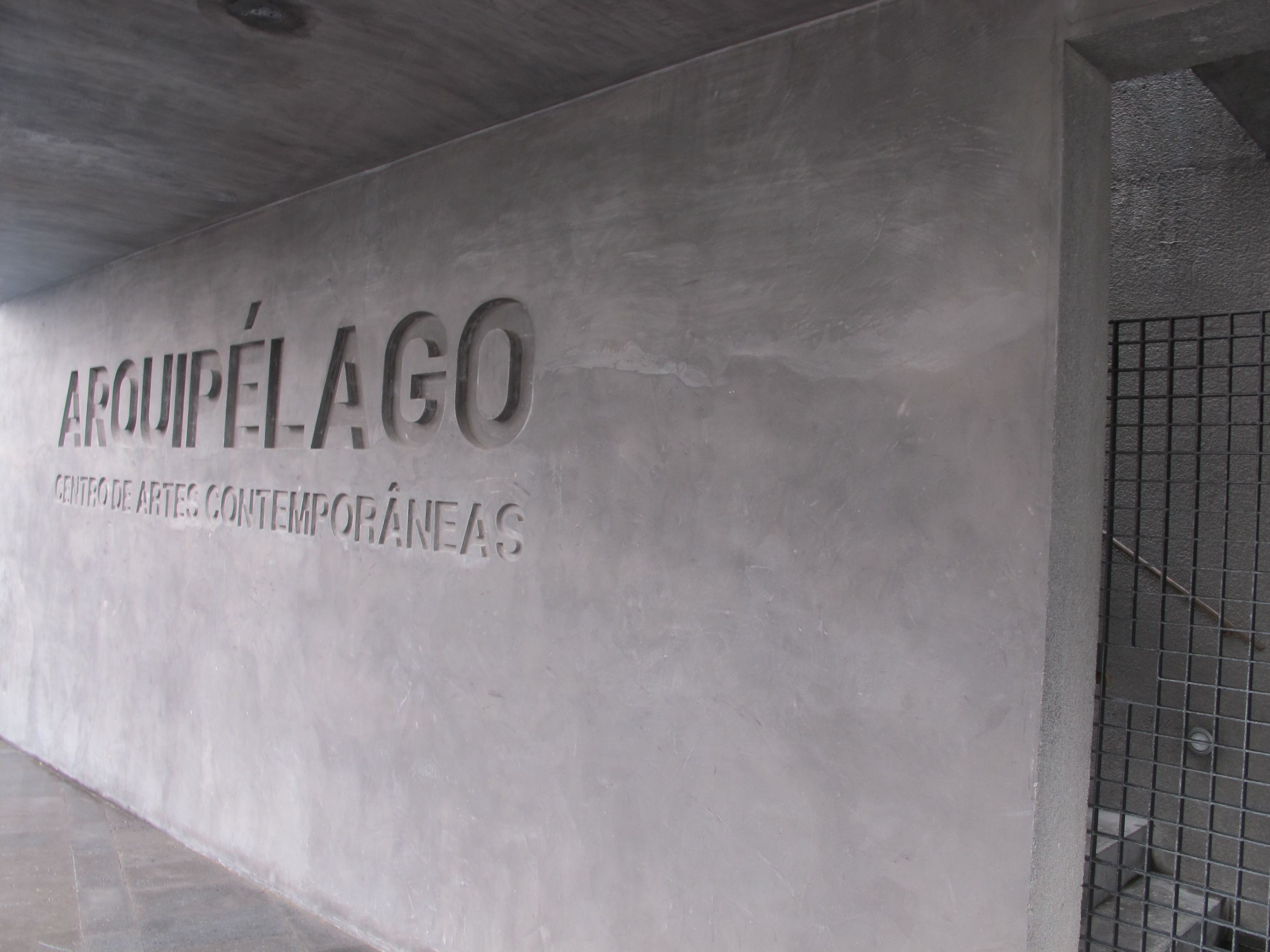
Eingangsbereich des Museums

Das Arquipélago – Centro de Artes Contemporâneas ist ein am 29. März 2015 eröffnetes Museum für zeitgenössische Kunst und Kulturzentrum in Ribeira Grande auf den Azoren.

## Architektur

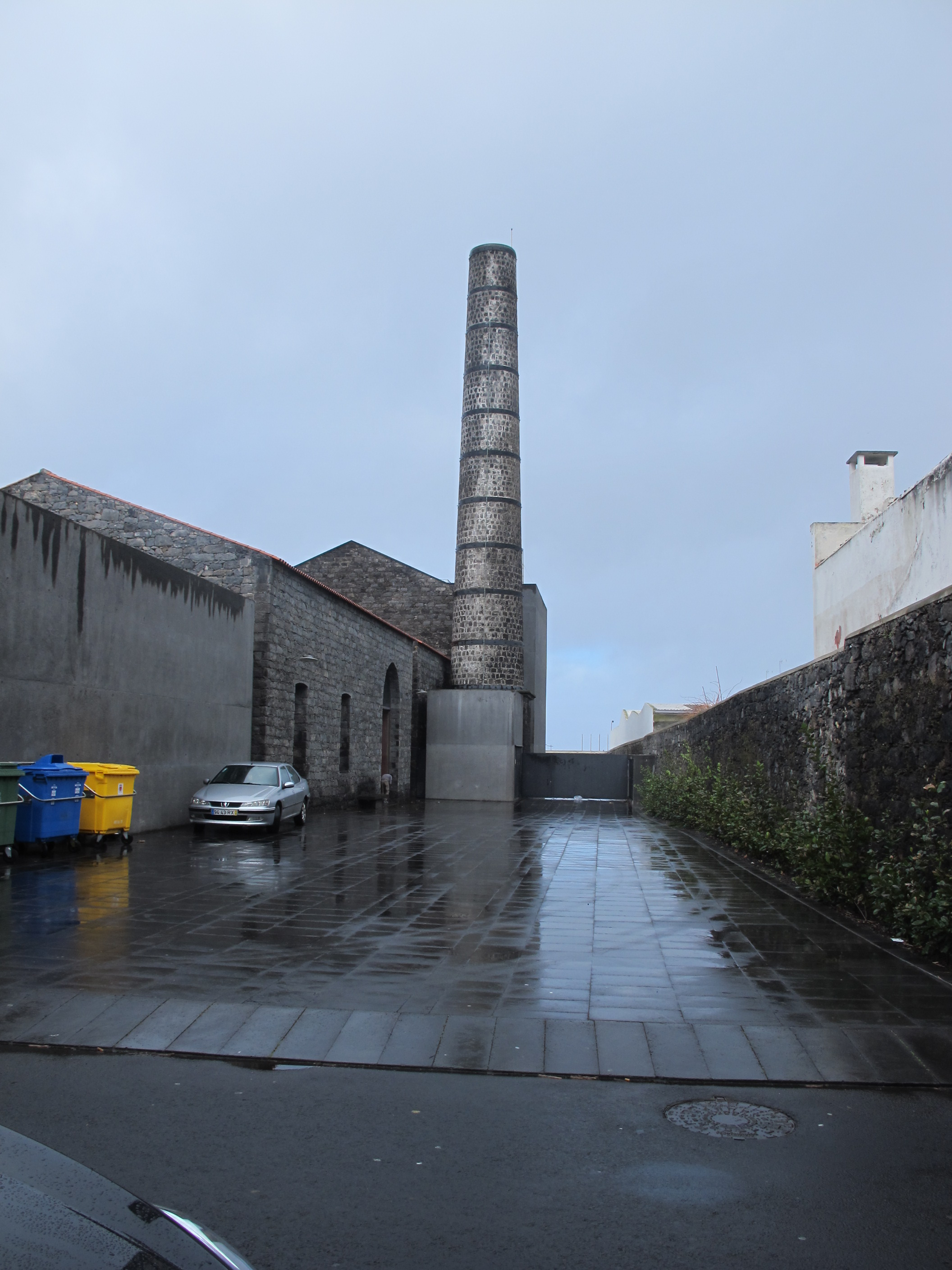
Alte und neue Gebäude des Museums

Das Museum wurde auf dem Gelände einer ehemaligen Alkohol- und Tabakfabrik nach den Plänen der Architekturbüros Menos é Mais und João Mendes Ribeiro errichtet und besteht aus einer Mischung aus restaurierten alten und komplett neuen Gebäuden. Die Fertigstellung erfolgte 2014, die Eröffnung Ende März 2015.
Der Komplex umfasst 12.914 m², von denen 9.736 m² auf die Gebäude entfallen. Die alten Bauten sind aus Lavasteinen errichtet, die neuen Gebäude wurden aus Beton unter Verwendung von örtlichem Basalt gebaut. Neben den Ausstellungsflächen besteht der Komplex aus einem Mehrzwecksaal, einer Bibliothek, Werkstätten und Ateliers, außerdem Büros, einer Cafeteria und einem Shop sowie Lagerflächen. Zwischen den Gebäuden befinden sich zwei miteinander verbundene Innenhöfe. Die Baukosten beliefen sich auf 13 Millionen Euro.
2015 wurde das Bauensemble für den Preis der Europäischen Union für zeitgenössische Architektur vorgeschlagen.

## Nutzung
Neben einer Dauerausstellung werden wechselnde Ausstellungen von meist zeitgenössischen portugiesischen Künstlern und immer wieder auch Performances gezeigt. Künstler können Räume auf dem Museumsgelände als Ateliers nutzen. Das Museum erfüllt auch einen Bildungsauftrag und führt Workshops durch. 